# DJ Don BK
Don Alexandre Cecci (25 de dezembro de 1969, São Paulo - 4 de março de 2017) foi um DJ, produtor musical brasileiro. 
KB introduziu ritmos como samba-rock, funk e rap desde da década de 1990 e dos anos 2000 em São Paulo.
Ele iniciou sua carreira musical como DJ em 1990, sendo que em 2000 começou a produzir seus primeiros beats. Produziu discos de artistas como Xis, RZO, DMN, Racionais MC's junto com seu irmão, que têm produzido inúmeros beats em bailes funk da cidade de São Paulo.

## Discografia

### Álbuns
- Rota de Colisão (2000)

## Produções notórias
- Xis – Bem Pior (2003)
- Xis – Na Ponta da Agulha (2011)
- The Doctor Rap – Senhor do Tempo (2006)
- Rota De Colisão – Idéias De Periferia (2001)